# Kimaragang
Le kimaragang est une langue austronésienne parlée en Malaisie, dans les districts de Kota Marudu et Pitas, situés dans l'État de Sabah. La langue appartient à la branche malayo-polynésienne des langues austronésiennes.

## Classification
Le kimaragang est une des langues dusuniques. Celles-ci, avec les langues murut-tidong, paitaniques et bisaya sont souvent classées dans un sous-groupe des langues malayo-polynésiennes occidentales, le bornéo du nord-est.
Pour Blust, les langues dusuniques font partie des langues sabahanes. Celles-ci sont un des membres du groupe des langues bornéo du Nord.

## Dialectes
Le kimaragang possède des dialectes différenciés surtout par leur lexique. Les dialectes sonsogon, parlés dans les hautes-terres ont une phonologie qui s'éloigne de celle des autres variétés.

## Phonologie
Les tableaux présentent la phonologie du dialecte kimaragang parlé dans les plaines, autour de Tandek. Dans les autres dialectes [o] est réalisé [ɔ]. De même les implosives de Tandek sont prononcées ailleurs [b] et [d].

### Voyelles
|         | Antérieure | Centrale | Postérieure |
| ------- | ---------- | -------- | ----------- |
| Fermée  | i [i]      |          | u [u]       |
| Moyenne | e [e]      |          | o [ɤ]       |
| Ouverte |            | a [a]    |             |

### Consonnes
|              |              | Bilabiales | Dentales | Dorsales | Dorsales | Glottales |
| ------------ | ------------ | ---------- | -------- | -------- | -------- | --------- |
| Palatales    | Vélaires     | Bilabiales | Dentales |          |          | Glottales |
| Occlusives   | Sourde       | p [p]      | t [t]    |          | k [k]    | ʔ [ʔ]     |
| Occlusives   | Sonore       | b [b]      | d [d]    |          | g [g]    |           |
| Occlusives   | Éjective     | ɓ [ɓ]      | ɗ [ɗ]    |          |          |           |
| Fricative    | Fricative    |            | s [s]    |          |          |           |
| Affriquée    | Affriquée    |            |          | j [d͡ʒ]   |          |           |
| Nasale       | Nasale       | m [m]      | n [n]    |          | ng [ŋ]   |           |
| roulée       | roulée       |            | r [r]    |          |          |           |
| liquide      | liquide      |            | l [l]    |          |          |           |
| Semi-voyelle | Semi-voyelle | w [w]      |          | y [j]    |          |           |

## Sources
- (en) Kroeger, Paul, Kimaragang, The Austronesian Languages of Asia and Madagascar, pp. 397-428, Routledge Language Family Series, Londres, Routledge, 2005,  (ISBN 0-7007-1286-0)